# Ignace Thiry
Le Frère Ignace Thiry est un religieux, homme de lettres et historien français.

## Publications
- La passion des frères Maristes en Chine.
- La Vie du bienheureux Marcellin Champagnat - Prix Ferrières 1964 de l’Académie française.